# Nepistenia
Nepistenia is een geslacht van vliesvleugeligen uit de familie Pteromalidae. De wetenschappelijke naam van dit geslacht is voor het eerst geldig gepubliceerd in 1988 door Boucek.

## Soorten
Het geslacht Nepistenia omvat de volgende soorten:
- Nepistenia septem Boucek, 1988
- Nepistenia vexans (Boucek, 1988)